# Julius Seifert
Heinrich Julius Seifert (* 12. Januar 1848 in Zwickau; † 31. März 1909 ebenda) war ein deutscher Politiker (SPD).

## Leben und Wirken
Der Sohn eines Fabrikarbeiters besuchte in Zwickau die Volksschule. Anschließend absolvierte er von 1862 bis 1866 eine Schuhmacherlehre in seiner Heimatstadt. Anschließend leistete er in der 1. Kompanie des 105. Regiments seinen Militärdienst ab und war Kriegsteilnehmer im Deutsch-Französischen Krieg 1870/71. Nachdem er nach dem Krieg aus dem Militär entlassen worden war, trieb er bis 1888 sein Gewerbe als Schuhmacher in Zwickau.
Seifert war einer der führenden sozialdemokratischen Lokalfunktionäre in Zwickau. Von 1888 bis 1902 war er angestellter Geschäftsführer des Schedewitzer Konsumvereins und Kassierer mehrerer Hilfskassen in Zwickau. Von 1902 bis zu seinem Tod war er angestellter Rendant bei der Ortskrankenkasse Zwickau. 1892 Begründer und seit 1902 Firmenträger des Sächsischen Volksblattes Zwickau unter Seifert & Co.
Von Februar 1890 bis Juni 1903 vertrat Seifert während drei Wahlperioden den 19. sächsischen Wahlkreis (Stollberg-Schneeberg) im Reichstag in Berlin. Nachdem Wilhelm Liebknecht 1892 sein Landtagsmandat niedergelegt hatte, wurde Seifert im Wahlkreis Chemnitz 2 zusätzlich in die II. Kammer des Sächsischen Landtags gewählt. Diesem gehörte er bis 1901 an.

## Ehrungen
In Zwickau sind die Julius-Seifert-Straße und die Zentrale der SPD (Julius-Seifert-Haus) nach ihm benannt.